# Peter Martin Cornelius Rubner
Peter Martin Cornelius Rübner, també Rybner, nord-americà Rubner (Copenhaguen, Dinamarca, 26 d'octubre, 1853 - Nova York, EUA, 21 de gener, 1929), fou un pianista, compositor i educador musical danès-estatunidenc.
Va estudiar de gener de 1869 a desembre de 1871 al Reial Conservatori de Copenhaguen sota Niels Gade i Johan Christian Gebauer. El 1880 va esdevenir ajudant de Felix Mottl al "Gran Ducal Badischer Hofkapelle Karlsruhe", de 1884 a 1886 també va treballar com a gran ducal Baden-pianista de la cort de Baden-Baden. El 1892 es va convertir en director de l'Associació Filharmònica i professor del Gran Ducal Conservatori Karlsruhe. A l'Imperi va obtenir u. a. per tant famós perquè va posar música al poema "El nostre emperador" del poeta Julius Otto Bierbaums, que es va convertir en un èxit de públic. Va escriure nombrosos homenatges a la dinastia Baden. Igual que Felix Mottl i Louis Brassin, Rübner va crear transcripcions per a piano de les òperes de Richard Wagner. El 1905, la Universitat de Colúmbia a Nova York va nomenar Rübner com a successor d'Edward MacDowell, on va exercir de professor fins al 1919.